# Ганцлер, Петер
Пе́тер Га́нцлер (англ. Peter Gantzler, род. 28 сентября 1958, Вордингборг) — датский актёр.

## Биография
Петер Ганцлер родился в Вордингборге 28 сентября 1958 года в семье Антона Кристиана Ганцлера (род. 1926) и Инге Люве (род. 1923). Он учился в Копенгагенском университете, но позже перевёлся в Датскую национальную школу театра, которую окончил в 1990 году. Он играл во многих театрах в Копенгагене, но больше всего известен по ролям в кино и на телевидении.

## Личная жизнь
Ганцлер женат на актрисе Ксении Лах-Нильсен (род. 1971), от которой у него есть дочь.

## Избранная фильмография
| Год  | Название на русском             | Название на английском             | Роль            | Примечания |
| ---- | ------------------------------- | ---------------------------------- | --------------- | ---------- |
| 1997 | Снежное чувство Смиллы          | Frøken Smillas fornemmelse for sne | Морис           | Фильм      |
| 1999 | В Китае едят собак              | I Kina Spiser de Hunde             | Франц           | Фильм      |
| 2000 | Помогите! Я рыба                | Hjælp, jeg er en fisk              | папа (голос)    | Мультфильм |
| 2000 | Итальянский для начинающих      | Italiensk for begyndere            | Ёрген Мортинсон | Фильм      |
| 2006 | Самый главный босс              | Direktøren for det Hele            | Равн            | Фильм      |
| 2006 | В поисках сокровищ тамплиеров   | Tempelriddernes skat               | Кристиан        | Фильм      |
| 2007 | В поисках сокровищ тамплиеров 2 | Tempelriddernes skat II            | Кристиан        | Фильм      |
| 2008 | Сага о викингах                 | A Viking Saga                      | Аскольд         | Фильм      |
| 2008 | 33 сцены из жизни               | 33 sceny z zycia                   | Эдриан          | Фильм      |
| 2015 | Последнее королевство           | The Last Kingdom                   | ярл Рагнар      | Телесериал |